# Landgericht Bruck
Das Landgericht Bruck war ein von 1823 bis 1879 bestehendes bayerisches Landgericht älterer Ordnung mit Sitz in Fürstenfeldbruck (1908 wurde Bruck in Fürstenfeldbruck umbenannt) im heutigen Landkreis Fürstenfeldbruck. Die Landgerichte waren im Königreich Bayern Gerichts- und Verwaltungsbehörden, die 1862 in administrativer Hinsicht von den Bezirksämtern und 1879 in juristischer Hinsicht von den Amtsgerichten abgelöst wurden.

## Geschichte
Im Jahr 1803 wurden die beiden Landgerichtsbezirke Dachau und Landsberg errichtet. Aus Teilen dieser beiden Landgerichte wurde 1823 das eigenständige Landgericht Bruck gebildet. Es gehörte zum Isarkreis und ab 1838 zu Oberbayern.
1852 wurden die Steuerdistrikte Alling, Biburg, Germering und Schöngeising (mit den Gemeinden Unterpfaffenhofen, Puchheim und Holzhausen) vom Landgericht Starnberg abgetrennt und dem Landgericht Bruck zugeteilt.
Das Landgericht erhielt damit seine endgültige Gestalt.
Anlässlich der Einführung des Gerichtsverfassungsgesetzes am 1. Oktober 1879 kam es zur Errichtung des Amtsgerichts Bruck, dessen Sprengel deckungsgleich mit dem vorherigen Landgerichtsbezirk Bruck war und die damaligen Gemeinden Adelshofen, Aich, Alling, Althegnenberg, Aufkirchen, Baierberg, Biburg, Bruck, Dünzelbach, Ebertshausen, Egenhofen, Eismerszell, Emmering, Eresried, Esting, Geiselbullach, Geltendorf, Germering, Germerswang, Grunertshofen, Günzlhofen, Hattenhofen, Hausen bei Geltendorf, Hausen bei Hofhegnenberg, Hörbach, Hofhegnenberg, Holzhausen, Jesenwang, Kottgeisering, Landsberied, Luttenwang, Maisach, Malching, Mammendorf, Mittelstetten, Moorenweis, Nannhofen, Oberschweinbach, Oberweikertshofen, Olching, Pfaffenhofen, Puch, Puchheim, Purk, Rottbach, Schöngeising, Steinbach, Steindorf, Tegernbach, Türkenfeld, Überacker, Unteralting, Unterpfaffenhofen, Unterschweinbach, Wenigmünchen, Wildenroth und Zankenhausen umfasste.